# Vaux-en-Vermandois
Vaux-en-Vermandois – miejscowość i gmina we Francji, w regionie Hauts-de-France, w departamencie Aisne.
Według danych na styczeń 2014 roku gminę zamieszkiwały 133 osoby, a gęstość zaludnienia wynosiła 34 osoby/km².